# Cain
Cain je priimek več znanih oseb:
- Christopher Cain (*1943), ameriški filmski režiser
- Dean Cain (*1966), ameriški igralec
- Georges Cain (1856—1919), slikar
- Herb Cain (1913—1982), kanadski hokejist
- Julien Cain (1887—1975), francoski umetnostni zgodovinar